# The Burglar Helped
The Burglar Helped è un cortometraggio muto del 1912 diretto da Hay Plumb.

## Trama
L'innamorato della figlia, che si era nascosto in un armadio, salva papà dall'aggressione di un ladro.

## Produzione
Dai dati IMDb non compare il nome del produttore (verosimilmente Hepworth).

## Distribuzione
Distribuito dalla Hepworth, il film - un cortometraggio di 121,92 metri - uscì nelle sale cinematografiche britanniche nel maggio 1912.
Se prodotto dalla Hepworth il film venne distrutto nel 1924 dallo stesso produttore, Cecil M. Hepworth per recuperare il nitrato d'argento della pellicola e tutto il denaro possibile per aiutarsi nel corso del fallimento della compagnia.